# 雷建国 (1955年)
雷建国（1955年4月—），男，河北高碑店人，中华人民共和国政治人物。山东机械工业学校（后并入山东建筑大学）毕业，中共中央党校经济管理专业在职研究生学历。

## 生平
1974年加入中国共产党。历任中共济阳县委副书记、县纪委书记，中共长清县委副书记、代县长、县委书记，中共济南市委副书记，中共德州市委书记，市人大常委会主任，济南市人大常委会主任等职。2012年1月任中共山东省委秘书长，5月获任山东省委常委。2015年1月，当选山东省政协副主席。2015年6月，因年龄原因不再担任山东省委常委。